# 김제시의 행정 구역
김제시의 행정 구역은 1읍 14면 4행정동으로 구성되어 있다. 김제시의 면적은 545.87 km2이며, 인구는 2014년 11월 말 기준으로 91,889명, 41,509세대이다.

## 행정 구역
| 읍면동 | 한자   | 인구   | 세대   | 면적   | 법정동·리 |
| ------ | ------ | ------ | ------ | ------ | --- |
| 만경읍 | 萬頃邑 | 3,283  | 1,640  | 23.96  | 만경리(萬頃里), 장산리(長山里), 대동리(大東里), 송상리(松上里), 소토리(小土里), 화포리(火浦里), 몽산리(夢山里)                                                                                                 |
| 죽산면 | 竹山面 | 3,053  | 1,560  | 36.81  | 죽산리(竹山里), 홍산리(洪山里), 옥성리(玉盛里), 종신리(宗新里), 대창리(大倉里), 서포리(西浦里), 연포리(連浦里), 신흥리(新興里)                                                                                 |
| 백산면 | 白山面 | 2,933  | 1,414  | 29.35  | 하정리(下亭里), 상정리(上井里), 상리(上里), 조종리(祖宗里), 수록리(水祿里), 부거리(富巨里), 석교리(石橋里), 하서리(下西里)                                                                                     |
| 용지면 | 龍池面 | 4,496  | 2,061  | 34.9   | 구암리(龜岩里), 예촌리(禮村里), 송산리(松山里), 봉의리(鳳儀里), 와룡리(臥龍里), 효정리(孝亭里), 반교리(盤橋里), 용암리(龍岩里), 부교리(父敎里), 신정리(新井里), 용수리(龍水里), 장신리(長新里)                 |
| 백구면 | 白鷗面 | 4,507  | 2,060  | 21.98  | 월봉리(月鳳里), 부용리(芙蓉里), 유강리(柳江里), 삼정리(三亭里), 백구리(白鷗里), 반월리(半月里), 석담리(石潭里), 학동리(鶴洞里), 마산리(麻山里), 영상리(嶺上里)                                                 |
| 부량면 | 扶梁面 | 1,589  | 770    | 20.1   | 대평리(大坪里), 월승리(月昇里), 신두리(新頭里), 신용리(新用里), 용성리(龍成里), 금강리(金江里), 옥정리(玉亭里)                                                                                                 |
| 공덕면 | 孔德面 | 3,037  | 1,403  | 29.2   | 마현리(馬峴里), 황산리(黃山里), 공덕리(孔德里), 동계리(東溪里), 저산리(楮山里), 제말리(梯末里), 회룡리(回龍里)                                                                                                 |
| 청하면 | 靑蝦面 | 2,101  | 1,038  | 19.79  | 동지산리(東芝山里), 장산리(莊山里), 대청리(大靑里), 관상리(官上里), 월현리(月弦里) |
| 성덕면 | 聖德面 | 2,181  | 1,085  | 22.22  | 석동리(石洞里), 대목리(大木里), 대석리(大石里), 묘라리(妙羅里), 성덕리(聖德里), 남포리(南浦里) |
| 진봉면 | 進鳳面 | 3,199  | 1,628  | 47.09  | 고사리(古沙里), 정당리(淨塘里), 가실리(加實里), 상궐리(上蕨里), 심포리(深浦里) |
| 금구면 | 金溝面 | 5,235  | 2,476  | 42.48  | 금구리(金溝里), 용복리(龍福里), 선암리(仙岩里), 월전리(月田里), 오봉리(五鳳里), 대화리(大化里), 산동리(山東里), 낙성리(洛城里), 청운리(靑雲里), 용지리(龍池里), 옥성리(玉成里), 하신리(下新里), 서도리(西道里) |
| 봉남면 | 鳳南面 | 2,733  | 1,390  | 23.73  | 대송리(大松里), 평사리(平沙里), 화봉리(花峰里), 신호리(新湖里), 신응리(新應里), 종덕리(從德里), 행촌리(幸村里), 구정리(九井里), 회성리(回成里), 내광리(內光里), 용신리(龍新里)                                 |
| 황산면 | 凰山面 | 2,207  | 1,133  | 18.14  | 봉월리(鳳月里), 용마리(龍馬里), 홍정리(鴻亭里), 쌍감리(雙坎里), 남산리(南山里), 진흥리(眞興里) |
| 금산면 | 金山面 | 5,311  | 2,672  | 66.78  | 성계리(星溪里), 쌍용리(雙龍里), 원평리(院坪里), 용호리(龍湖里), 선동리(仙洞里), 금성리(錦城里), 화율리(禾栗里), 장흥리(長興里), 금산리(金山里), 청도리(淸道里), 삼봉리(三鳳里), 용산리(龍山里), 구월리(九月里) |
| 광활면 | 廣活面 | 1,620  | 811    | 32.14  | 옥포리(玉浦里), 은파리(銀波里), 창제리(蒼堤里) |
| 요촌동 | 堯村洞 | 10,752 | 4,690  | 11.06  | 요촌동(堯村洞), 서암동(西菴洞), 신곡동(新谷洞), 하동(下洞), 흥사동(興寺洞) |
| 신풍동 | 新豊洞 | 14,520 | 5,874  | 23.09  | 신풍동(新豊洞), 용동(龍洞), 난봉동(卵鳳洞), 황산동(凰山洞), 오정동(梧井洞), 월성동(月城洞), 도장동(都莊洞), 서정동(西亭洞), 양전동(良田洞)                                                                     |
| 검산동 | 劍山洞 | 10,905 | 4,514  | 14.14  | 검산동(劍山洞), 순동(蓴洞), 백학동(白鶴洞), 상동동(上東洞) |
| 교월동 | 校月洞 | 7,291  | 3,288  | 27.94  | 교동(校月洞), 옥산동(玉山洞), 갈공동(葛公洞), 복죽동(福竹洞), 입석동(立石洞), 장화동(長華洞), 신덕동(新德洞), 월봉동(月鳳洞), 신월동(新月洞), 제월동(堤月洞), 연정동(蓮井洞), 명덕동(明德洞)                   |
| 김제시 | 金堤市 | 90,953 | 41,507 | 544.99 | |

## 역사
- 1895년 6월 23일(음력 윤5월 1일) : 전주부 김제군[3]
- 1896년 8월 4일 : 전라북도 김제군[4]
- 1914년 4월 1일 : 만경군, 금구군을 김제군으로 통폐합하였다.[5]

| 조선총독부령 제111호 |             |                                                                                        |
| 구 행정구역 | 신 행정구역 | 신 행정구역                                                                            |
| 김제군 읍내면(邑內面) 신리/대리 일부/중앙리 일부/옥리 일부/서변리 일부/(입천면)내리 일부/(월산면)입석리 일부/제남리 일부, 구수리/서변리 일부/초암리 일부/중앙리 일부/(입천면)내리 일부/(대촌면)진교리 일부, 구산리/옥리 일부/대리 일부/도당리 일부/(월산면)동항리 일부/입석리 일부, 성황리/외리/도당리 일부/(입천면)내리 일부 | 김제면      | 교동리, 서암리, 옥산리, 요촌리                                                         |
| 김제군 입천면(立川面) 대검리 일부/소검리 일부/용곶리 일부/순동리 일부/(백석면)상말리 일부/(금구군 일북면)난봉리 일부, 포내리/선정리/대덕리/진관리 일부/용곶리 일부/대리 일부/(금구군 이북면)두월리 일부/홍천리 일부/(금구군 일북면)난봉리 일부, 순동리 일부/대리 일부/진관리 일부/대검리 일부, 용진리/내호리 일부/사진리 일부/소검리 일부/용호리 일부, 외호리/예동리/용호리 일부/사진리 일부/내호리 일부 | 김제면      | 검산리, 백학리, 순동리, 신풍리, 용동리                                                 |
| 김제군 대촌면(代村面) 진교리 일부/수곡리 일부/죽산리 일부/(읍내면)중앙리 일부/초암리 일부/갈공리, 일신리/수곡리 일부/진교리 일부/(읍내면)초암리 일부, 하죽리/제내리 일부/소산리 일부/신학리 일부/율교리 일부/중리 일부/전우리 일부, 신흥리/후우리/상죽리/중리 일부/전우리 일부/죽산리 일부/제내리 일부/율교리 일부, 신월리/여초리/월봉리/경제리 일부/죽산리 일부/소산리 일부/진가리 일부/(반산면)신흥리 일부/(월산면)신원리 | 김제면      | 갈공리, 신곡리                                                                         |
| 김제군 대촌면(代村面) 진교리 일부/수곡리 일부/죽산리 일부/(읍내면)중앙리 일부/초암리 일부/갈공리, 일신리/수곡리 일부/진교리 일부/(읍내면)초암리 일부, 하죽리/제내리 일부/소산리 일부/신학리 일부/율교리 일부/중리 일부/전우리 일부, 신흥리/후우리/상죽리/중리 일부/전우리 일부/죽산리 일부/제내리 일부/율교리 일부, 신월리/여초리/월봉리/경제리 일부/죽산리 일부/소산리 일부/진가리 일부/(반산면)신흥리 일부/(월산면)신원리 | 월촌면      | 명덕리, 복죽리, 연정리                                                                 |
| 김제군 월산면(月山面) 수월리 일부/덕산리 일부/전장화리 일부/(홍산면)내리 일부, 신월리/전신리/후신리/갈촌리 일부/월랑리 일부/반월리 일부, 봉월리/난봉리/갈촌리 일부, 남산리/입석리 일부/동두리 일부/제남리 일부/(대촌면)진가리 일부/반월리 일부, 후장화리 일부/전장화리 일부/덕산리 일부, 제내리/반월리 일부/월랑리 일부/갈촌리 일부 | 월촌면      | 신덕리, 신월리, 월봉리, 입석리, 장화리, 제월리                                         |
| 김제군 백석면(白石面) 소음리/황경리/자학리/상서리 일부/하서리 일부/요교리 일부, 금동리/삼수리/석정리 일부/사가리 일부/천방리 일부/(모촌면)신성리 일부/수하리 일부, 돌제리/옥정리 일부/요교리 일부/석정리 일부/상두악리 일부/사가리 일부, 상말리 일부/하말리 일부/전남리 일부/학당리 일부, 후남리/궁지리/전남리 일부/하말리 일부/정자리 일부/생건리 일부/하건리 일부/부거리 일부/신리 일부/(대촌면)수곡리 일부, 불로리/하두악리/생건리 일부/정자리 일부/학당리 일부, 흥복리/제내리/상두악리 일부/천방리 일부/(입천면)순동리 일부 | 백산면      | 상리, 상동리, 상정리, 하리, 하서리, 하정리, 흥사리                                     |
| 김제군 연산면(延山面) 중건리/점리/하건리 일부/신리 일부/부거리 일부/(백석면)정자리 일부, 전석리/후석리/앙청리/신리 일부/(만경군 남일면)복흥리 일부/신점리 일부, 상상리/중상리/하상리/산치리 일부/하조리 일부/(마천면)월현리 일부, 상조리/중조리/하조리 일부/(마천면)중대리 일부/목교리 일부/(만경군 동이도면)조종리 일부 | 백산면      | 부거리, 석교리, 수록리, 조종리                                                         |
| 김제군 홍산면(洪山面) 유흥리 일부/마삼리 일부/(반산면)신월리 일부, 연봉리/유호리/마포리/상신리/하신리/상포리 일부/마삼리 일부/(반산면)신월리 일부/(부량면)옥동리 일부/신제리 일부/(고부군 백산면)대선리/소삼리/대삼리, 외리/오봉리/쌍궁리/내리 일부/죽산리 일부/(월산면)수월리 일부 | 죽산면      | 신흥리, 연포리, 홍산리                                                                 |
| 김제군 반산면(半山面) 신성리/대옥산리/소옥산리/내재리/내제리 일부/신흥리 일부/(대촌면)신학리 일부/소산리 일부/경제리 일부/(월산면)후장화리 일부/(홍산면)신동리/명마리, 종남리/신평리/화교리 일부/죽동리 일부/자고리 일부/대장리 일부, 가칠리/석산리/명양리/죽산리 일부/죽동리 일부/자고리 일부/제내리 일부/화교리 일부/대장리 일부 | 죽산면      | 옥성리, 종신리, 죽산리                                                                 |
| 김제군 서포면(西浦面) 화동리/대장리 일부/창리 일부/(반산면)화교리 일부, 서포리/원기리 일부/창리 일부/(홍산면)소제리/영구리/하원리/죽산리 일부/(부안군 이도면)방목리 일부 | 죽산면      | 대창리, 서포리                                                                         |
| 김제군 개토면(介吐面) 명당리 일부/신평리 일부/중평리 일부/구평리 일부, 사산리/신사리/영동리 일부/(목연면)월연리 일부, 송정리/죽순리/명당리 일부/영동리 일부, 중평리 일부/신평리 일부/구평리 일부/마교리 일부 | 용지면      | 구암리, 봉의리, 송산리, 예촌리                                                         |
| 김제군 금굴면(金堀面) 상금리 일부/하금리 일부/용와리 일부/재남리 일부/묘동리 일부/(전주군 이서면)대농리 일부, 마교리/천수리/송삼리/용와리 일부, 장산리/신교리/신기리/영등리/묘동리 일부/용와리 일부/(공동면)상모리 일부/영천리 일부 | 용지면      | 금평리, 용수리, 장신리                                                                 |
| 김제군 모촌면(母村面) 이작리 일부/신정리 일부/(금굴면)재남리 일부/(회포면)도도리 일부/(전주군 이서면)신기리 일부/매암리 일부, 임상리/마교리 일부/용지리 일부/(개토면)구평리 일부, 부교리 일부/무수리 일부/(전주군 이서면)은교리 일부, 신리/서정리/쌍용리/마교리 일부/(개토면)구평리 일부, 화용리/수하리 일부, 와리/월암리/용지리 일부, 신기리/효정리/서두리/군사리/무수리 일부/신성리 일부/수하리 일부/부교리 일부/용지리 일부                                                                                                  | 용지면      | 남정리, 반교리, 부교리, 신정리, 와룡리, 용암리, 효정리                                 |
| 김제군 공동면(公洞面) 마전리/난산리 일부/반월리 일부/신모리 일부, 독령리/맥상리/창산리/영천리 일부/신모리 일부/난산리 일부, 반월리 일부/신복리 일부/석담리 일부, 석담리 일부/신모리 일부/상모리 일부/중모리 일부, 상모리 일부/중모리 일부/신모리 일부/영천리 일부 | 백구면      | 마산리, 영상리, 반월리, 석담리, 학동리                                                 |
| 김제군 목연면(木淵面) 장신리/제내리/백구리 일부/내가전리 일부/(공동면)반월리 일부, 외가전리/부용리 일부/내가전리 일부/(공동면)반월리 일부, 신천리/우담리/고잔리/(익산군 남일면)감상리, 유천리/강좌리/율포리/신정리 일부/부용리 일부/(만경군 북이도면)동계리 일부/(익산군 남일면)동자포 일부, 봉산리/화죽리/월연리 일부/부용리 일부/(공동면)반월리 일부 | 백구면      | 백구리, 부용리, 삼정리, 유강리, 월봉리                                                 |
| 김제군 회포면(回浦面) 하신리/유강리 일부/신흥리 일부/(익산군 춘포면)회화리 일부/월포리, 상도리/상신리/신덕리 일부/(공동면)신성리/(익산군 춘포면)고잔리 일부/신덕리 일부/(전주군 이북면)신오리 일부, 쌍강리/도도리 일부/신흥리 일부/유강리 일부/(모촌면)이작리 일부 | 백구면      | 강흥리, 도덕리, 도도리                                                                 |
| 김제군 부량면(扶梁面) 후포리/전포리 일부/신평리 일부/대장리 일부, 대장리 일부/신평리 일부/신정리 일부, 신양리/서두리/(태인군 사곡면)소칠리 일부, 신용리 일부/방하리 일부, 옥동리 일부/신정리 일부/사정리 일부/대장리 일부/전포리 일부/(홍산면)상포리 일부/(태인군 용산면)고잔리 일부/군포리 일부/(고부군 백산면)단소리 일부, 포교리/방하리 일부/신용리 일부/(홍산면)유흥리 일부, 제월리/초승리 | 부량면      | 금강리, 대평리, 신두리, 신용리, 옥정리, 용성리, 월승리                                 |
| 김제군 마천면(馬川面) 관상리/관신리/석동리/거산리 일부/송방리 일부/(만경군 북일도면)관월리 일부/신월리 일부/(만경군 북면)송중리 일부/송하리 일부/송상리 일부, 상대리/월현리 일부/목교리 일부/석한리 일부/거천리 일부/중대리 일부/(만경군 동일도면)신기리 일부 | 청하면      | 관상리, 월현리                                                                         |
| 만경군 북일도면(北一道面) 대청리/소청리/농하리/신기리/청운리/대신리 일부/관월리 일부/내신리 일부, 동지산리/갈산리/궁동리/척산리/내신리 일부/내포리 일부/대신리 일부, 장산리/금차리/거산리/공향리 일부/신월리 일부/관월리 일부/(김제군 마천면)거산리 일부/청하리/제상리/신상리 | 청하면      | 대청리, 동지산리, 장산리                                                               |
| 만경군 군내면(郡內面) 외신리/외동리/독곡리/중리/외서리/대문내리/남문내리/동문내리/산본리 일부/남산리 일부/송전리 일부, 장산리/대죽리/용동리/농촌리 일부/대동리 일부/산본리 일부/(북면)송하리 일부/(남일면)복흥리 일부/인흥리 일부, 소죽리/내죽리/소동리/대동리 일부/농촌리 일부/(남일면)복흥리 일부/(김제군 연산면)산치리 일부 | 만경면      | 만경리, 장산리, 대동리                                                                 |
| 만경군 북면(北面) 몽포리/몽서리/몽동리/봉회리/장등리/화양리 일부/옥산리 일부/(군내면)송전리 일부/산본리 일부, 화포리/장흥리 일부/창자리 일부/대토리 일부, 소토리/중흥리/율리/춘천리/대토리 일부/장흥리 일부/창자리 일부/(북일도면)공향리 일부/(김제군 마천면)신창리, 신덕리/제항리/송상리 일부/송중리 일부/송하리 일부/(김제군 마천면)송방리 일부 | 만경면      | 몽산리, 화포리, 소토리, 송상리                                                         |
| 만경군 상서면(上西面) 정서리/가실리 일부/정동리 일부/부동 일부/석교리 일부/(남이면)모산리 일부/나제리 일부, 상궐리/하궐리/신기리/석교리 일부/하수내리 일부/갈전리 일부/(북면)전중리 일부/대덕리 일부/(하이도면)종야리 일부, 다상리/다하리/신회리/효정리/정당리/갈전리 일부/가실리 일부/석교리 일부/(북면)광덕리 일부/대덕리 일부/화양리 일부/옥산리 일부 | 진봉면      | 가실리, 상궐리, 정당리                                                                 |
| 만경군 하일도면(下一道面) 복흥리/규동리/심포리/남하리/안하리/길곶리/거전리/남상리 일부 | 진봉면      | 심포리                                                                                 |
| 만경군 하이도면(下二道面) 석소리/석치리/인향리/고사리/종야리 일부/(하일도면)남상리 일부/(상서면)수하리 일부 | 진봉면      | 고사리                                                                                 |
| 만경군 남일면(南一面) 탄상리/탄하리/옥동리/신점리 일부/복흥리 일부/다복리 일부/대목리 일부/소목리 일부/신등리 일부/(김제군 대촌면)연동리 일부, 대석리/용소리/소석리 일부/신평리 일부/신등리 일부/묘라리 일부/석동리 일부/도하리 일부/양지리 일부/소목리 일부, 묘후리/신흥리/묘라리 일부/인흥리/소석리 일부/다복리 일부/대목리 일부/(군내면)남산리 일부, 도상리/석동리 일부/도하리 일부/양지리 일부/묘라리 일부/신평리 일부 | 성덕면      | 대목리, 대석리, 묘라리, 석동리                                                         |
| 만경군 남이면(南二面) 남포리 일부/고현리 일부/나제리 일부/(남일면)양지리 일부/도하리 일부, 모산리 일부/나제리 일부/고현리 일부/남포리 일부/(상서면)부동 일부/정동리 일부 | 성덕면      | 남포리, 성덕리                                                                         |
| 만경군 북이도면(北二道面) 송정리/진전리/용전리 일부/진산리 일부/동계리 일부/저산리 일부/(김제군 목연면)신정리 일부, 저성리/저산리 일부/지수리 일부/(북일도면)내포리 일부/(익산군 남이면)황천리 일부 | 공덕면      | 동계리, 저산리                                                                         |
| 만경군 동일도면(東一道面) 반곡리/마현리 일부/남당리 일부/내동리 일부/(북이도면)진산리 일부/(동이도면)공덕리 일부, 내서리/외황리/두동/내동리 일부/(김제군 백석면)상서리 일부/하서리 일부 | 공덕면      | 마현리, 황산리                                                                         |
| 만경군 동이도면(東二道面) 명마리/광동/덕동/송산리/존걸리/공덕리 일부/신흥리 일부/(동일도면)남당리 일부/마현리 일부, 제말리/명천리/신평리/신성리/명령리/상방리/신흥리 일부/과동리 일부/(북일도면)용전리 일부, 회룡리/덕산리/하방리/등용리/과동리 일부/신기리 일부/(북이도면)지수리 일부/(북일도면)중석리/(김제군 마천면)석한리 일부/장천리 일부 | 공덕면      | 공덕리, 제말리, 회룡리                                                                 |
| 금구군 동도면(東道面) 성길리/장교리/상학리, 고적리/영천리/(전주군 우림면)축령리, 어전리/(동면)봉월리, 웅지리/(서도면)용정리 일부 | 금구면      | 금구리, 선암리, 월전리, 용지리                                                         |
| 금구군 서도면(西道面) 하신리/(일북면)학성리 일부, 상하리/양명리/하하리 일부, 선악리/대복리 일부/용정리 일부/하하리 일부/(남면)송내리 일부 | 금구면      | 하신리, 상신리, 용복리                                                                 |
| 금구군 낙양면(洛陽面) 신흥리/장흥리/사방리, 둔산리/(동면)율암리/대장리 일부, 부로리/중평리/(서도면)상리 일부/(이북면)용은리 일부/왕성리 일부 | 금구면      | 낙성리, 산동리, 청운리                                                                 |
| 금구군 동면(東面) 대장리 일부/오양리 일부/동화리 일부/(전주군 이서면)앵곡리 일부, 지봉리/오양리 일부/목연리 일부 | 금구면      | 대화리, 오봉리                                                                         |
| 금구군 남면(南面) 송내리 일부/대하리 일부/신덕리 일부/(서도면)대복리 일부, 구호리 일부/(하서면)도장리, 구호리 일부/신덕리 일부/대하리 일부/(하서면)회정리 일부/(초저면)내광리 일부, 양정리 일부/만복리 일부/(하서면)중리 일부/수월리 일부, 용반리/유산리 일부/송정리 일부/등용리 일부/(서도면)용정리 일부, 평산리 일부/등용리 일부/주자리 일부/대하리 일부/송내리 일부/(초저면)성덕리 일부, 화암리/하봉리 일부/평산리 일부/등용리 일부/주자리 일부/(초저면)성덕리 일부/유덕리 일부/(수류면)계암리 일부                          | 하리면      | 대송리, 도장리, 신호리, 양전리, 용산리, 평사리, 화봉리                                 |
| 금구군 하서면(下西面) 회정리 일부/중리 일부/수월리 일부/성리 일부/우산리 일부, 신정리 일부/우산리 일부/성리 일부/(일북면)봉강리 일부/덕오리 일부, 성리 일부/수월리 일부/신정리 일부 | 하리면      | 서정리, 오정리, 월성리                                                                 |
| 금구군 초처면(草處面) 구정리/유덕리 일부/(수류면)구암리 일부, 내광리 일부/(남면)신덕리 일부/구호리 일부/만복리 일부, 신주리/응좌리, 용신리/용문리/신복리/장성리 일부, 종칠리/성덕리 일부/(남면)평산리 일부, 동촌리/내행리, 회양리/장성리 일부 | 초처면      | 구정리, 내광리, 신응리, 용신리, 종덕리, 행촌리, 회성리                                 |
| 금구군 수류면(水流面) 월곡리/구암리 일부/(태인군 감산면)사리 일부, 금성리/용평리/용정리 일부, 금곡리/구룡리/시성리, 봉곡리/봉의리/봉암리 일부/계암리 일부/(남면)송정리 일부/유산리 일부, 용은리/용흥리 일부, 선동리/무평리 일부, 계암리 일부/성암리 일부/봉암리 일부/(초저면)유덕리 일부/(남면)송정리 일부/하봉리 일부, 원평리/구암리 일부/용흥리 일부/성암리 일부, 구호리/용성리/무평리 일부, 장흥리, 율치리/상화리 | 수류면      | 구월리, 금산리, 금성리, 삼봉리, 쌍용리, 선동리, 성계리, 원평리, 용호리, 장흥리, 화율리 |
| 금구군 일북면(一北面) 묘암리/난봉리 일부/봉강리 일부, 상교리/학성리 일부/문명리 일부/백마리 일부/(남면)신덕리 일부/구호리 일부/대하리 일부/송내리 일부, 매산리/독목리/백마리 일부/문명리 일부/(이북면)두월리 일부, 진천리/대흥리 일부/연봉리 일부, 봉강리 일부/덕조리 일부/난봉리 일부/(하서면)우산리 일부/신정리 일부 | 쌍감면      | 난봉리, 남산리, 쌍감리, 진흥리, 황산리                                                 |
| 금구군 이북면(二北面) 두월리 일부/금마리 일부/(일북면)연봉리 일부, 용은리 일부/금마리 일부/두월리 일부/옥성리 일부/(일북면)대흥리 일부/(서도면)상리 일부, 옥성리 일부/(서도면)용정리 일부, 효원리/홍천리 일부/용은리 일부/두월리 일부 | 쌍감면      | 봉월리, 용마리, 옥성리, 홍정리                                                         |

| 1914년          | 1914년                                                                                         | 현재          | 현재                                                                                           |
| 면              | 동                                                                                             | 시(구)·읍·면  | 동·리                                                                                          |
| --------------- | ---------------------------------------------------------------------------------------------- | ------------- | ---------------------------------------------------------------------------------------------- |
| 김제면 (金堤面) | 갈공리, 검산리, 교동리, 백학리, 서암리, 순동리, 신곡리, 신풍리, 옥산리, 요촌리, 용동리         | 김제시        | 갈공동, 검산동, 교동, 백학동, 서암동, 순동, 신곡동, 신풍동, 옥산동, 요촌동, 용동               |
| 월촌면 (月村面) | 명덕리, 복죽리, 신덕리, 신월리, 연정리, 월봉리, 입석리, 장화리, 제월리                         | 김제시        | 명덕동, 복죽동, 신덕동, 신월동, 연정동, 월봉동, 입석동, 장화동, 제월동                         |
| 백산면 (白山面) | 상동리, 하리, 흥사리                                                                           | 김제시        | 상동동, 하동, 흥사동                                                                           |
| 백산면 (白山面) | 부거리, 상리, 상정리, 석교리, 수록리, 조종리, 하리, 하정리                                     | 김제시 백산면 | 부거리, 상리, 상정리, 석교리, 수록리, 조종리, 하리, 하정리                                     |
| 백구면 (白鷗面) | 마산리, 반월리, 백구리, 부용리, 삼정리, 석담리, 영상리, 월봉리, 유강리, 학동리                 | 김제시 백구면 | 마산리, 반월리, 백구리, 부용리, 삼정리, 석담리, 영상리, 월봉리, 유강리, 학동리                 |
| 백구면 (白鷗面) | 강흥리, 도덕리, 도도리                                                                         | 전주시 덕진구 | 강흥동, 도덕동, 도도동                                                                         |
| 용지면 (龍池面) | 남정리                                                                                         | 전주시 덕진구 | 남정동                                                                                         |
| 용지면 (龍池面) | 금평리                                                                                         | 완주군 이서면 | 금계리                                                                                         |
| 용지면 (龍池面) | 구암리, 반교리, 봉의리, 부교리, 송산리, 신정리, 예촌리, 와룡리, 용수리, 용암리, 정신리, 효정리 | 김제시 용지면 | 구암리, 반교리, 봉의리, 부교리, 송산리, 신정리, 예촌리, 와룡리, 용수리, 용암리, 정신리, 효정리 |
| 죽산면 (竹山面) | 대창리, 서포리, 신흥리, 연포리, 옥성리, 종신리, 죽산리, 홍산리                                 | 김제시 죽산면 | 대창리, 서포리, 신흥리, 연포리, 옥성리, 종신리, 죽산리, 홍산리                                 |
| 부량면 (扶梁面) | 금강리, 대평리, 신두리, 신용리, 옥정리, 용성리, 월승리                                         | 김제시 부량면 | 금강리, 대평리, 신두리, 신용리, 옥정리, 용성리, 월승리                                         |
| 만경면 (萬頃面) | 대동리, 만경리, 몽산리, 소토리, 송상리, 장산리, 화포리                                         | 김제시 만경읍 | 대동리, 만경리, 몽산리, 소토리, 송상리, 장산리, 화포리                                         |
| 청하면 (靑蝦面) | 관상리, 대청리, 동지산리, 월현리, 장산리                                                       | 김제시 청하면 | 관상리, 대청리, 동지산리, 월현리, 장산리                                                       |
| 공덕면 (孔德面) | 공덕리, 동계리, 마현리, 저산리, 제말리, 황산리, 회룡리                                         | 김제시 공덕면 | 공덕리, 동계리, 마현리, 저산리, 제말리, 황산리, 회룡리                                         |
| 성덕면 (聖德面) | 남포리, 대목리, 대석리, 묘라리, 석동리, 성덕리                                                 | 김제시 성덕면 | 남포리, 대목리, 대석리, 묘라리, 석동리, 성덕리                                                 |
| 진봉면 (進鳳面) | 가실리 일부, 고사리 일부, 상궐리, 심포리 일부, 정당리                                          | 김제시 진봉면 | 가실리, 고사리, 상궐리, 심포리, 정당리                                                         |
| 진봉면 (進鳳面) | 가실리 일부, 고사리 일부, 심포리 일부                                                          | 김제시 광활면 | 은파리, 옥포리, 창제리                                                                         |
| 금구면 (金溝面) | 금구리, 낙성리, 대화리, 산동리, 서도리, 선암리, 오봉리, 용복리, 용지리, 월전리, 청운리, 하산리 | 김제시 금구면 | 금구리, 낙성리, 대화리, 산동리, 서도리, 선암리, 오봉리, 용복리, 용지리, 월전리, 청운리, 하산리 |
| 쌍감면 (雙坎面) | 옥성리                                                                                         | 김제시 금구면 | 옥성리                                                                                         |
| 쌍감면 (雙坎面) | 남산리, 봉월리, 쌍감리, 용마리, 진흥리, 홍정리                                                 | 김제시 황산면 | 남산리, 봉월리, 쌍감리, 용마리, 진흥리, 홍정리                                                 |
| 쌍감면 (雙坎面) | 난봉리, 황산리                                                                                 | 김제시        | 난봉동, 황산동                                                                                 |
| 하리면 (下離面) | 도장리, 서정리, 양전리, 오정리, 월성리                                                         | 김제시        | 도장동, 서정동, 양전동, 오정동, 월성동                                                         |
| 하리면 (下離面) | 용산리                                                                                         | 김제시 금산면 | 용산리                                                                                         |
| 하리면 (下離面) | 대송리, 신호리, 평사리, 화봉리                                                                 | 김제시 봉남면 | 대송리, 신호리, 평사리, 화봉리                                                                 |
| 초처면 (草處面) | 구정리, 내광리, 신응리, 용신리, 종덕리, 행촌리, 회성리                                         | 김제시 봉남면 | 구정리, 내광리, 신응리, 용신리, 종덕리, 행촌리, 회성리                                         |
| 수류면 (水流面) | 구월리, 금산리, 금성리, 삼봉리, 쌍용리, 선동리, 성계리, 원평리, 용산리, 용호리, 장흥리, 화율리 | 김제시 금산면 | 구월리, 금산리, 금성리, 쌍용리, 선동리, 성계리, 원평리, 용산리, 용호리, 장흥리, 화율리         |

- 1931년 11월 1일 : 김제면이 김제읍으로 승격하였다.[7]
- 1935년 3월 1일 : 하리면·초처면이 봉남면으로 합면하고, 쌍감면이 황산면으로, 수류면[8]이 금산면으로 개칭되었다.[9][10] (1읍 15면)

| 전라북도령 제1호                 |             |
| 구 행정구역                      | 신 행정구역 |
| 쌍감면 옥성리                    | 금구면 일부 |
| 쌍감면 일원(옥성리 제외)         | 황산면 일원 |
| 하리면 오정리                    | 황산면 일원 |
| 하리면 일원(오정리, 용산리 제외) | 봉남면 일원 |
| 초처면 일원                      | 봉남면 일원 |
| 수류면 일원                      | 금산면 일원 |
| 하리면 용산리                    | 금산면 일원 |
| 전주군 우림면 청도리             | 금산면 일원 |
- 1949년 8월 15일 : 진봉면을 분면하여 광활면이 신설되었다. (1읍 16면)
- 1989년 1월 1일 : 김제군 김제읍·월촌면 일원 및 백산면 하리·흥사리·상동리, 황산면 난봉리·황산리·오정리, 봉남면 월성리를 관할로 김제시가 설치되었다.[11] (15면)/김제시(7 행정동)
- 1990년 8월 1일 : 봉남면 도장리·서정리·양전리를 김제시로 편입하였다.
- 1994년 12월 26일 : 김제군 백구면 도덕리·강흥리·도도리와 용지면 남정리가 전주시에, 용지면 금평리가 완주군 이서면에 편입(금계리)되었다.[12]
- 1995년 1월 1일 : 김제시 일원과 김제군 일원을 관할로 도농복합형태의 김제시가 설치되었다.[13]
- 1995년 3월 2일 : 만경면이 만경읍으로 승격하였다.[14] (1읍 14면 7행정동)
- 1998년 9월 26일 : 서흥동이 요촌동에, 봉황동이 신풍동에, 교동·월촌동을 교동월촌동으로 합동하였다.[15] (1읍 14면 4행정동)
- 2011년 12월 26일: 교동월촌동이 교월동으로 개칭하였다.[16]